# Marjan Zgonc
Marjan Zgonc, slovenski pevec zabavne glasbe, 20. maj 1946

## Življenje
Zgonc je začel prepevati v mladosti, njegova vzornika pa sta bila Mario Lanza in Claudio Villa. S svojim glasom je pritegnil pozornost operne pevke Ondine Otto, a ni imel možnosti, da bi pri njej solopetje tudi študiral, zato se je s petjem prenehal ukvarjati.
Pred leti je v Domu španskih borcev pripravil dobrodelni koncert za bolnike, obolele za rakom, in se zaradi odziva občinstva odločil, da bo z glasbenim udejstvovanjem nadaljeval. Pričel je s priredbami znanih napolitanskih skladb in s pomočjo aranžerja Martina Žvelca in pisca slovenskih besedil prof. Ivana Sivca posnel »O Sole Mio«, »Santa Lucia«, »Serenada«, »Core N'Grato« idr. 
Na plošči z naslovom Če je ljubezen iskrena je tudi duet z Jožico Svete, nekdanjo pevko Ansambla bratov Avsenik. Kasneje je posnel še več duetov in tercetov z drugimi slovenskimi izvajalci zabavne glasbe, npr. Simono Weiss in Wernerjem. Je eden redkih slovenskih pevcev, ki pojejo v načinu bel canto.

### Kritika
Z besedili, ki jih zanj pišejo drugi avtorji in so po mnenju kritikov cenena, cilja predvsem na manj zahtevno občinstvo.